# Irena Džeko
Irena Džeko (1986.) je hrvatska rukometašica. Igra na mjestu vanjske igračice. Igrala je za hrvatsku kadetsku reprezentaciju.
Igrala je za Brodosplit Inženjering.